# ذئب التبت
ذئب التبت (الاسم العلمي: Canis lupus filchner)، نويع من الذئب رمادي وينتمي إلى فصيلة الكلبيات. موطنه التبت، ثوبه إلى الصهبة الربداء يسمر مع اقترابه من ثبج الظهر. طوله نحو 130 وارتفاعه 60 سنتيمتر.